# Chongqing Liangjiang Athletic
Chongqing Liangjiang Athletic (chinesisch 重庆两江竞技, Pinyin Chóngqìng Liǎngjiāng Jìngjì) war ein Fußballverein aus Chongqing in der Volksrepublik China. Der Verein spielt in der Chinese Super League, der höchsten Spielklasse des Landes. Der Verein ist im Besitz der Lifan-Gruppe.

## Vereinsgeschichte
Es gab zahlreiche Namensänderungen. Seit 2000 nennt sich der Verein bei seinem jetzigen Namen. Nachdem der Verein im Jahr 2003 sportlich abgestiegen war, kaufte man kurzerhand die Mannschaft und Lizenz des Yunnan Hongta auf und sicherte sich somit den Verbleib in der Chinese Super League. Der größte Erfolg in der jüngeren Vereinsgeschichte war der Gewinn des chinesischen Verbandspokals im Jahr 2000. Daraus resultierte auch die erste Teilnahme an einem internationalen Wettbewerb. Im Pokalsiegerwettbewerb Asiens erreichte die Mannschaft das Halbfinale und belegte am Ende den 4. Platz. 2005 und 2006 belegte Chongqing Lifan jeweils den letzten Tabellenplatz. Dies hätte den sportlichen Abstieg zur Folge gehabt. In beiden Saisons gab es aber jeweils keinen Absteiger aus der Liga, weshalb der Verein weiter in der CSL spielen konnte. 2007 wurde man erneut Letzter, doch gab es diesmal kein Entrinnen vor dem Abstieg. Ein Jahr später gelang der direkte Wiederaufstieg. Bekanntester Spieler war der Brasilianer Aílton der am 22. Juli 2009 zu Chongqing Lifan wechselte, den Club Ende 2009 allerdings bereits wieder Richtung Uerdingen verließ.

## Namensänderungen
- 1995: Qianwei (Vanguard) Wuhan (前卫武汉)
- 1995: Qianwei (Vanguard) FC (前卫俱乐部)
- 1996–98: Qianwei (Vanguard) Huandao (前卫寰岛)
- 1999–00: Chongqing Longxin (重庆隆鑫)
- 2000–02: Chongqing Lifan (重庆力帆)
- 2003: Chongqing Lifan Xinganjue (重庆力帆新感觉)
- 2004: Chongqing Qiche (重庆奇伡)
- 2005–2016: Chongqing Lifan (重庆力帆)
- 2017–2020: Chongqing Dangdai Lifan (重庆当代力帆)
- 2021–: Chongqing Liangjiang Athletic (重庆两江竞技)

## Vereinserfolge

### National
- Chinese FA Cup: 2000[1]
- China League One

Vizemeister: 2008   ▲
Meister: 2014  ▲

### Kontinental
- Pokal der Pokalsieger Asiens

4. Platz 2002

## Stadion

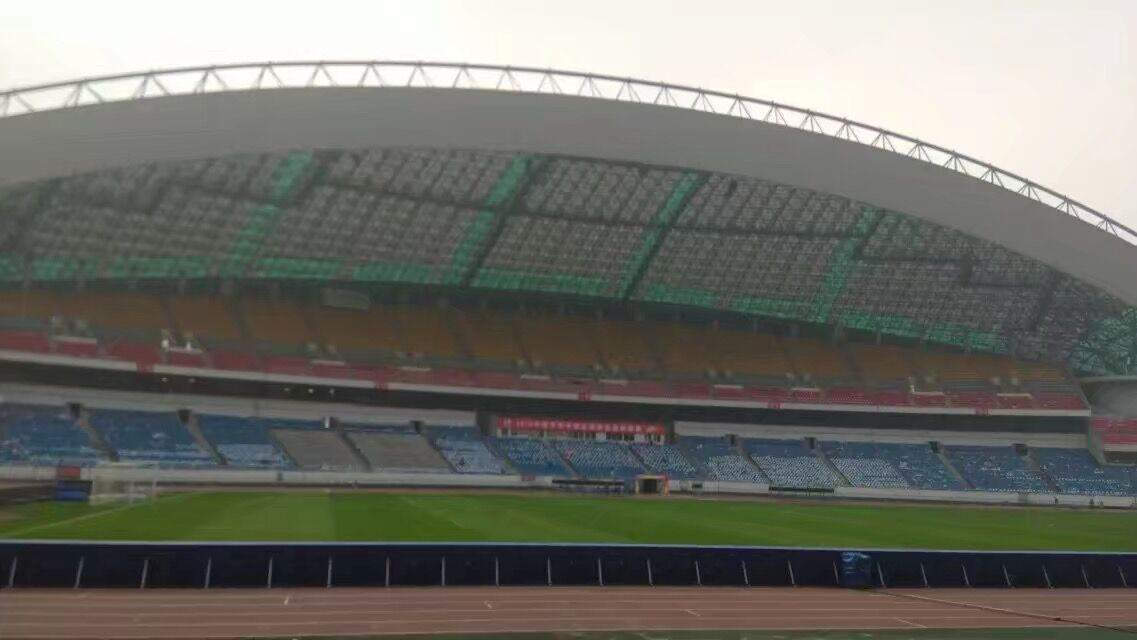
Chongqing Olympic Stadium

Seine Heimspiele trägt der Verein im Chongqing Olympic Sports Center in Chongqing aus. Das Mehrzweckstadion hat ein Fassungsvermögen von 60.500 Personen.
Koordinaten: 29° 31′ 43,3″ N, 106° 30′ 7,8″ O

## Trainerchronik
Stand: Februar 2021
| Trainer          | Nation              | von               | bis               |
| ---------------- | ------------------- | ----------------- | ----------------- |
| Klaus Schlappner | Deutschland         | 1. Juli 1996      | 30. Juni 2000     |
| Lee Jang-soo     | Südkorea            | 1. Januar 1998    | 30. Juni 2001     |
| Edson Tavares    | Brasilien           | 1. Januar 2001    | 31. Dezember 2003 |
| Miloš Hrstić     | Kroatien            | 1. Juli 2002      | 30. Juni 2004     |
| Xin Wei          | Volksrepublik China | 1. Juli 2007      | 30. Juni 2009     |
| Arie Haan        | Niederlande         | 1. Juli 2009      | 30. November 2009 |
| Shubin Li        | Volksrepublik China | 5. Januar 2010    | 19. Juli 2010     |
| Lawrie McKinna   | Schottland          | 2. Dezember 2011  | 15. April 2012    |
| Yaodong Tang     | Volksrepublik China | 19. April 2012    | 29. November 2012 |
| Baoshan Wang     | Volksrepublik China | 10. Dezember 2012 | 30. November 2015 |
| Jang Eui-ryong   | Südkorea            | 7. Dezember 2015  | 10. Dezember 2017 |
| Paulo Bento      | Portugal            | 11. Dezember 2017 | 22. Juli 2018     |
| Haitao Hao       | Volksrepublik China | 22. Juli 2018     | 9. August 2018    |
| Jordi Cruyff     | Niederlande Spanien | 8. August 2018    | 14. Dezember 2019 |
| Chang Woe-Ryong  | Südkorea            | 18. Dezember 2019 | heute             |

## Platzierungen
| Saison   | 2004 | 2005 | 2006 | 2007 | 2008 | 2009 | 2010 | 2011 | 2012 | 2013 | 2014 | 2015 | 2016 | 2017 | 2018 | 2019 |
| -------- | ---- | ---- | ---- | ---- | ---- | ---- | ---- | ---- | ---- | ---- | ---- | ---- | ---- | ---- | ---- | ---- |
| Liga     | 1    | 1    | 1    | 2    | 2    | 1    | 1    | 2    | 2    | 2    | 2    | 1    | 1    | 1    | 1    | 1    |
| Position | 12   | 14   | 15   | 4    | 2    | 16   | 15   | 8    | 5    | 4    | 1    | 8    | 8    | 10   | 13   | 10   |

## Logohistorie

Qianwei FC 1997
Qianwei Huandao, Chongqing Longxin 1998–2000